# Pternandra teysmanniana
Pternandra teysmanniana är en tvåhjärtbladig växtart som först beskrevs av Célestin Alfred Cogniaux, och fick sitt nu gällande namn av Madhavan Parameswarau Nayar. Pternandra teysmanniana ingår i släktet Pternandra och familjen Melastomataceae. Inga underarter finns listade i Catalogue of Life.